# Síndrome de Down
La síndrome de Down (SD) és un trastorn genètic causat per la presència d'una còpia extra del cromosoma 21, o una part d'aquest, en comptes dels dos habituals (trisomia del parell 21). Es caracteritza per la presència d'un grau variable de discapacitat intel·lectual i uns trets físics peculiars que li donen un aspecte recognoscible. És la causa més freqüent de discapacitat psíquica congènita i deu el seu nom a John Langdon Haydon Down que va ser el primer a descriure aquesta alteració genètica el 1866, encara que mai va arribar a descobrir les causes que la produïen. El juliol de 1958 un jove investigador, Jérôme Lejeune, va descobrir que la síndrome és una alteració en l'esmentat parell de cromosomes.
Cadascuna de les cèl·lules de l'ésser humà posseeix en el seu nucli 23 parells de cromosomes. Cada progenitor aporta a la seva descendència la meitat de la informació genètica, en forma d'un cromosoma de cada parell. 22 d'aquests parells es denominen autosomes i l'últim correspon als cromosomes sexuals (X o Y).
Tradicionalment els parells de cromosomes es descriuen i nomenen en funció de la seva grandària, del parell 1 al 22 (de major a menor), més el parell de cromosomes sexuals abans esmentat. El cromosoma 21 és el més petit, en realitat, pel que hauria d'ocupar el lloc 22, però un error en la convenció de Denver de l'any 1960, que va assignar la síndrome de Down al parell 21 ha perdurat fins als nostres dies, i aquesta nomenclatura s'ha mantingut per raons pràctiques.
El cromosoma 21 conté aproximadament l'1% de la informació genètica d'un individu en una mica més de 400 gens, encara que avui dia només es coneix amb precisió la funció d'uns pocs.

## Epidemiologia

Risc segons l'edat maternal (escala logarítmica)

La incidència de la síndrome de Down és d'1 de cada 1.000 i 1 de cada 1.100 naixements. Aquestes dades varien en relació amb l'edat de la mare.

## Etiologia
La síndrome de Down es desencadena a causa de l'aparició extra d'un cromosoma 21. L'aparició d'aquest cromosoma extra produeix alteracions físiques i psicològiques a l'individu diagnosticat.

## Tipus de trisomies
Dins de la síndrome de Down es poden trobar tres tipus de trisomies que desencadenen la síndrome.

### Trisomia lliure o regular
Aquesta trisomia és la més comuna. Es produeix una alteració genètica en la qual es produeixen 47 cromosomes en comptes de 46.

### Translocació cromosòmica
En aquest cas, i de forma rara, es produeix una alteració genètica en la qual apareix un cromosoma 21 extra o un petit fragment d'aquest es troba enganxat a l'altre cromosoma. Es duplica la dotació genètica d'aquest cromosoma. El cromosoma 21 s'uneix a un altre cromosoma que pot ser el 14, 21, 22 o de forma més esporàdica al 13 o 15.

### Mosaïcisme
Aquesta trisomia és la menys freqüent i consisteix en l'aparició de cèl·lules amb 46 cromosomes i altres amb 47. Aquesta és molt semblant a la trisomia lliure però es produeix després de la fecundació de l'òvul i l'espermatozoide. Els símptomes són més lleus, ja que tenen un nombre determinat de cèl·lules normals.

## Signes i símptomes

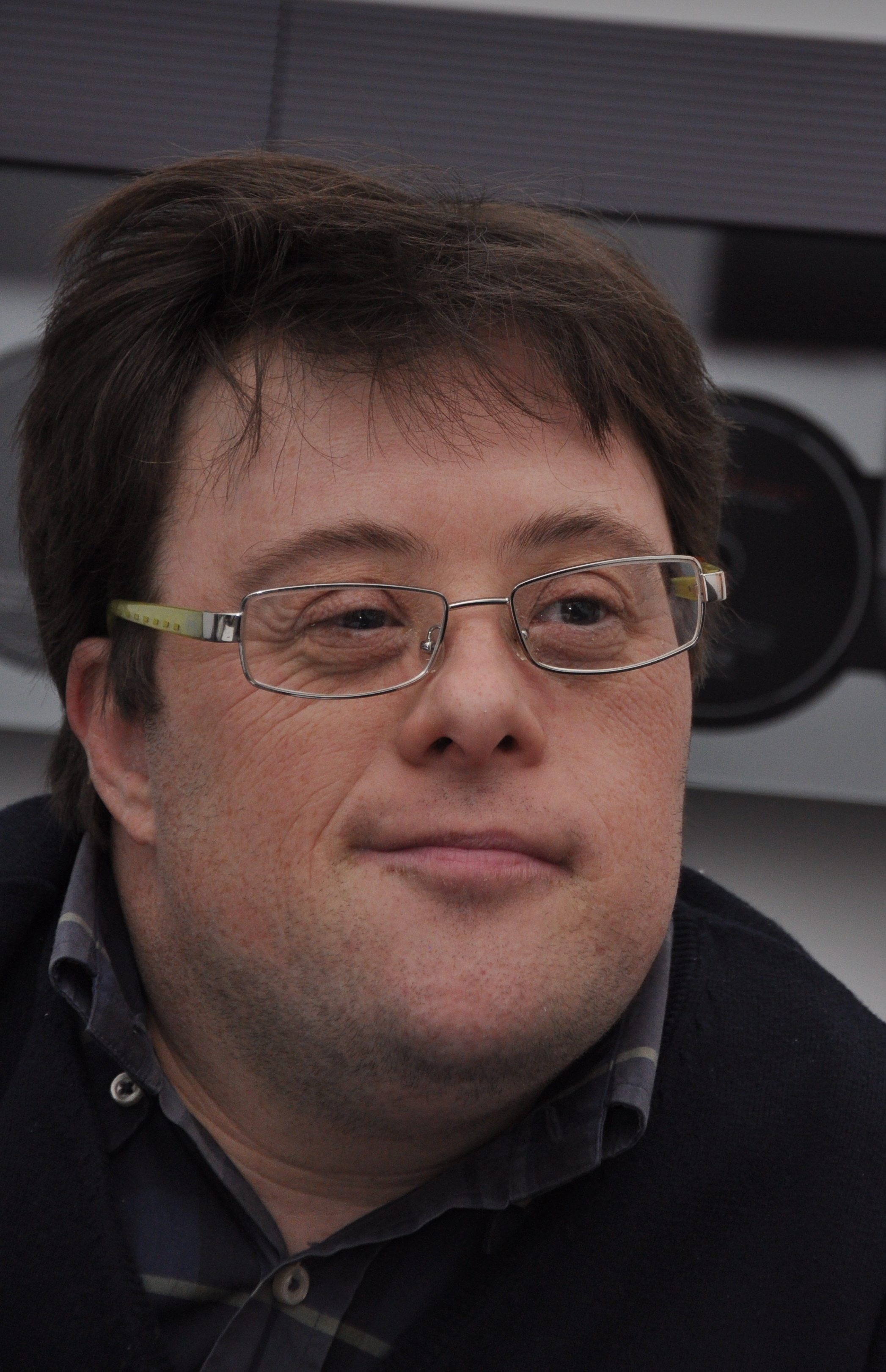
En aquesta imatge es poden observar les característiques facials dels individus diagnosticats de Síndrome de Down

### Trets físics[8]
- Els ulls orientats cap a dalt
- Les orelles petites i lleugerament doblegades per la part superior d'aquesta
- La boca petita. Això porta que la llengua sembli més gran
- El nas petit
- El coll curt
- Les mans i els peus petits
- Una baixa tonicitat muscular
- Una baixa estatura tant en la infància com en l'edat adulta

### Trets psicològics
- Comportament impulsiu
- Alteració en la capacitat d'atenció
- Aprenentatge lent
- Alteracions en el coeficient intel·lectual

### Altres alteracions
- Demència
- Alteració del son
- Apnees del son
- Cataractes
- Convulsions
- Alteracions cardíaques: comunicació interventricular, comunicació interauricular, etc.
- Luxació de maluc
- Hipotiroïdisme

## Diagnòstic
Avui en dia, la síndrome de Down es pot diagnosticar de forma prenatal a través de les proves de screening.
En el moment del naixement el facultatiu també pot arribar a diagnosticar la síndrome de Down a través de l'aparença del nadó. Per aquest motiu, s'ha de dur a terme un examen exhaustiu del nounat. Així doncs, es farà una exploració clínica i posteriorment, el cariotip del nadó per observar el cromosoma 21.

## Tractament
Avui en dia, no existeix un tractament per la síndrome de Down. L'objectiu és tractar i resoldre totes les alteracions físiques i orgàniques que es produeixen en els individus amb la síndrome. Existeixen tota una sèrie d'estratègies terapèutiques que s'utilitzen per tractar als individus afectats. Aquestes estratègies tenen com a objectius aconseguir mantenir la salut dels individus i introduir-los a la societat.
Els experts recomanen inscriure els nens amb síndrome de Down en serveis d'intervenció al més aviat possible, ja que si són tractats des de petits és més fàcil ajudar a millorar i accelerar el seu desenvolupament. No hem d'oblidar que molts estats els ofereixen serveis d'intervenció dels 0 als 3 anys; així doncs, és importantíssim informar-se i demanar ajuda en cas que s'escaigui.
Cal destacar que avui dia estan molt integrats en la societat: van a l'escola, gaudeixen de les activitats juntament amb els altres nens i fins i tot alguns van a la universitat. A més, poden dur una vida totalment autònoma (fins i tot viure sols) i són capaços de mantenir un treball estable, aconseguint d'aquesta manera èxit professional i social.
Paula Cisneros va ser una creadora de contingut que va visibilitzar la síndrome de Down amb missatges d'inclusió i apoderament fins a la seva mort als 16 anys.

## La integració escolar dels infants
Existeixen programes especials per als nens petits que els ajuden a desenvolupar les seves destreses al més aviat possible. A més de beneficiar-se amb la intervenció i l'educació especial, molts nens aconsegueixen integrar-se a les classes ordinàries. Una gran quantitat de nens afectats aprenen a llegir i a escriure, i alguns d'aquests acaben l'educació secundària obligatòria i continuen estudiant; en pocs casos, van a la universitat.
D'entrada, ja donem com un principi fonamental que l'escolarització dels nens amb Síndrome de Down ha de ser en escoles ordinàries. Això es recolza mirant el procés d'inclusió social, que comença en la família i es dona per acabat amb l'arribada a l'etapa adulta i la participació activa en la societat. En les investigacions on s'han analitzat quins són els motius que influeixen en el fet que els nens amb Síndrome de Down, o altres discapacitats, vagin o no vagin a les escoles ordinàries, s'ha trobat que els factors que determinen aquesta decisió són la consciència de les famílies i la pressió d'aquestes a través dels moviments associatius.
Vegeu també: Didàctica d'escriptura a persones amb síndrome de Down